# O Que É Que A Baiana Tem?
O que é que a baiana tem?, svenska ungefär Vad har kvinnan från Bahia?, är en sång som komponerades av Dorival Caymmi år 1939 och spelades in av Carmen Miranda.
Samban blev världskänd när den brasilianske sångerskan Carmen Miranda sjöng sången i filmen Banana de Terra (1939), som regisserades av Ruy Costa. Förutom i filmen framförde Miranda sången även i Broadwaymusikalen The streets of Paris mellan åren 1939 och 1940, samt i filmen Greenwich Village (1944).